# Delaware County (Pennsylvania)
Das Delaware County, umgangssprachlich auch Delco genannt, ist ein County im US-Bundesstaat Pennsylvania. Bei der Volkszählung im Jahr 2020 hatte das County 576.830 Einwohner und eine Bevölkerungsdichte von 1209,3 Einwohnern pro Quadratkilometer. Der Verwaltungssitz (County Seat) ist Media.
Das Delaware County ist Bestandteil der Delaware Valley genannten Metropolregion um die Stadt Philadelphia.

## Geographie
Das County liegt im westlichen und südwestlichen Vorortbereich von Philadelphia am Delaware River, der die südöstliche Grenze des Countys zu New Jersey bildet. Im Süden wird das County durch den Twelve Mile Circle vom Bundesstaat Delaware getrennt. Das Delaware County hat eine Fläche von 494 Quadratkilometern, wovon 17 Quadratkilometer Wasserfläche sind. Es grenzt an folgende Countys:
|                              | Montgomery County |                                |
| Chester County               |                   | Philadelphia                   |
| New Castle County (Delaware) |                   | Gloucester County (New Jersey) |

## Geschichte

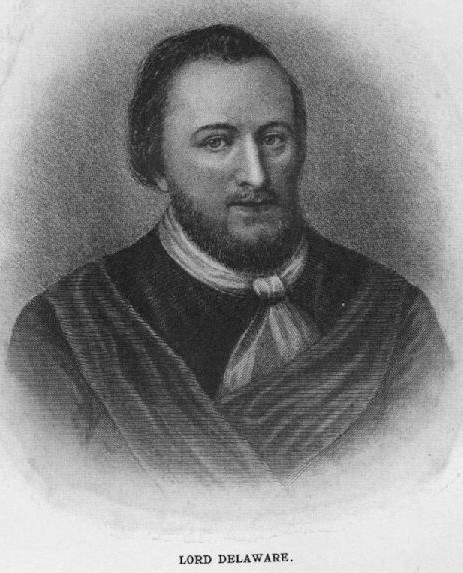
De La Warr

Die ursprünglichen Bewohner zur Kolonialzeit waren die Lenni Lenape. „Entdeckt“ und erkundet wurde das Gebiet erstmals 1609 durch Henry Hudson. Im späteren 17. Jahrhundert wurde das Gebiet hauptsächlich von Schweden, Niederländern und Engländer besiedelt.
Das Delaware County wurde am 26. September 1789 auf dem Territorium eines Teils des Chester County gebildet. Der Name stammt vom Delaware River, der wiederum nach Thomas West, 3. Baron De La Warr, dem zweiten Gouverneur der damaligen englischen Kolonie Virginia, benannt worden ist.

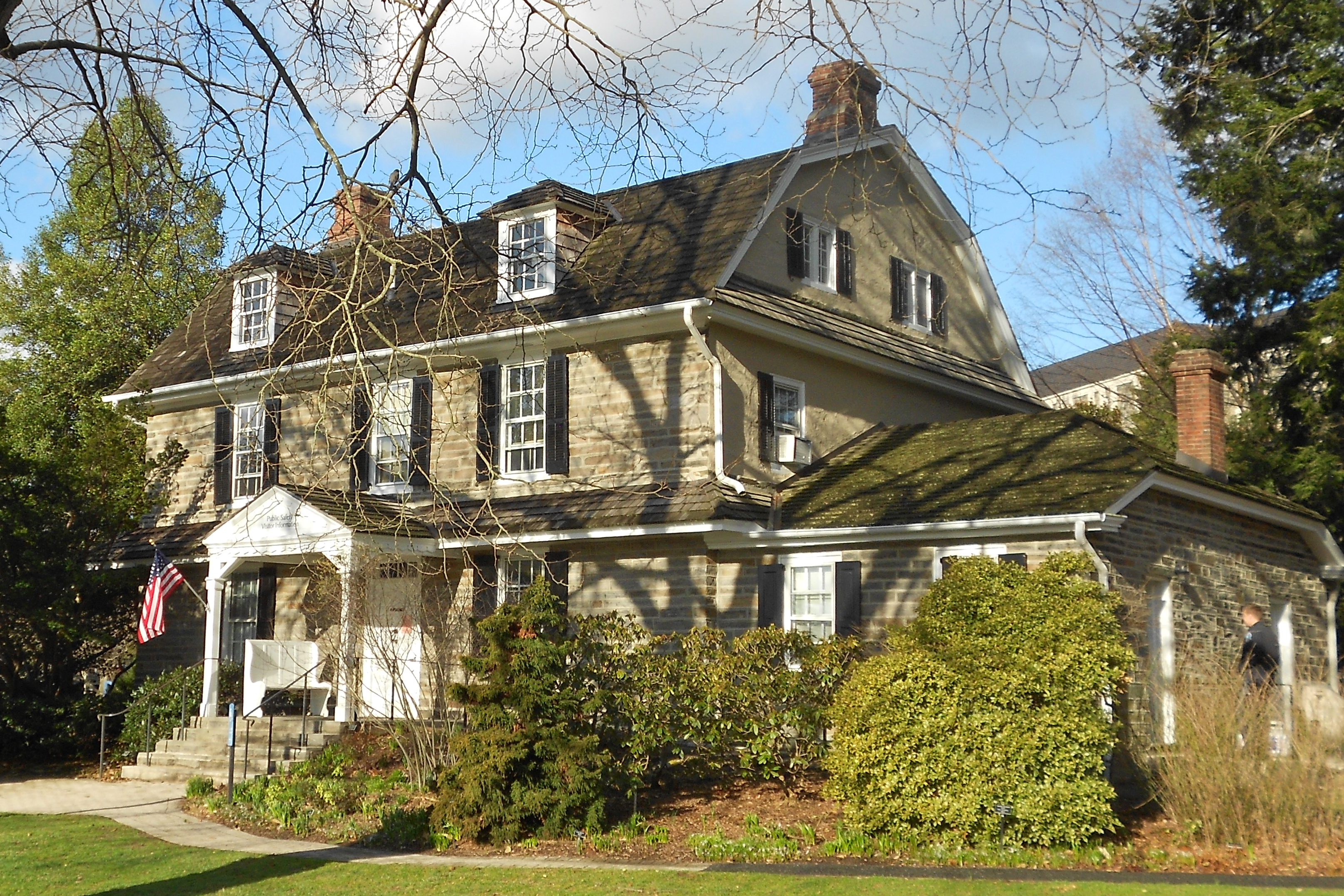
Benjamin West Birthplace (2015)

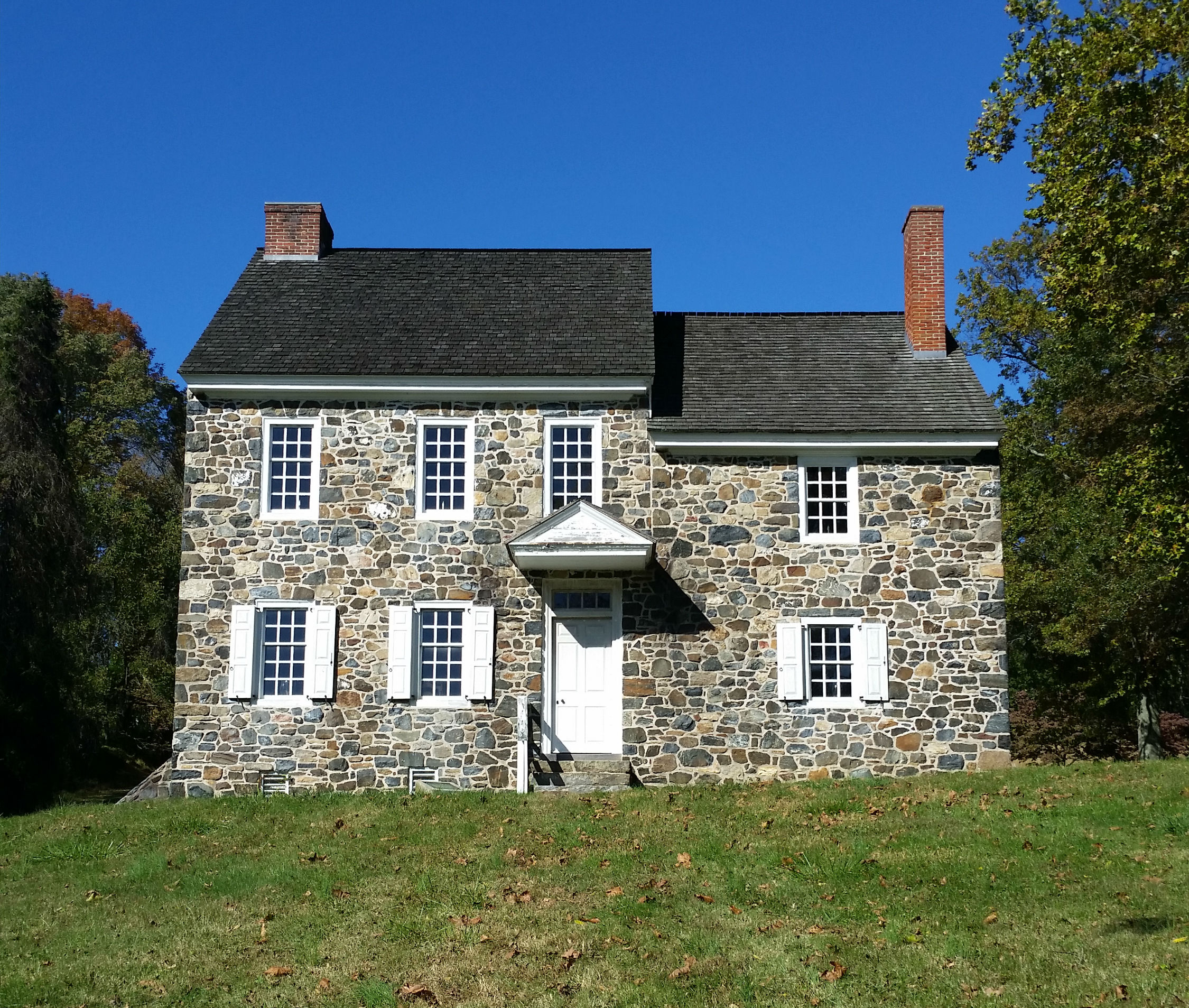
Das ehemalige Hauptquartier von George Washington auf dem Brandywine Battlefield (2015)

95 Bauwerke und Stätten im County sind im National Register of Historic Places (NRHP) eingetragen (Stand 10. April 2020), darunter haben sieben den Status eines National Historic Landmarks: das Brandywine Battlefield, der Merion Golf Club, East and West Courses, The Printzhof, das William Brinton 1704 House, die Benjamin West Birthplace, das Andrew Wyeth Studio and Kuerner Farm sowie das N. C. Wyeth House and Studio.

## Demografische Daten
Nach der Volkszählung im Jahr 2015 lebten im Delaware County 563.894 Menschen in 204.481 Haushalten. Die Bevölkerungsdichte betrug 1171,9 Einwohner pro Quadratkilometer.
Ethnisch betrachtet setzte sich die Bevölkerung zusammen aus 72,5 Prozent Weißen, 19,7 Prozent Afroamerikanern, 0,2 Prozent amerikanischen Ureinwohnern, 4,7 Prozent Asiaten sowie aus anderen ethnischen Gruppen; 2,0 Prozent stammten von zwei oder mehr Ethnien ab. 3,0 Prozent der Bevölkerung waren spanischer oder lateinamerikanischer Abstammung, die verschiedenen der genannten Gruppen angehörten.
In den 204.481 Haushalten lebten statistisch je 2,60 Personen.
23,2 Prozent der Bevölkerung waren unter 18 Jahre alt, 62,5 Prozent waren zwischen 19 und 64 und 14,3 Prozent waren 65 Jahre oder älter. 51,8 Prozent der Bevölkerung war weiblich.
Das jährliche Durchschnittseinkommen eines Haushalts betrug 61.848 USD. Das Prokopfeinkommen betrug 31.819 USD. 9,3 Prozent der Einwohner lebten unterhalb der Armutsgrenze.

## Städte und Gemeinden

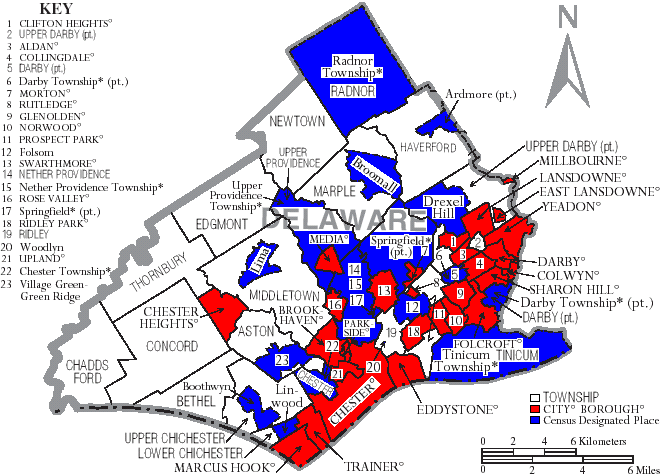
Karte des Delaware Countys

Die Kommunen und sonstigen Siedlungen im Delaware County haben verschiedene Siedlungsformen. Bei Citys, Boroughs und bei für Pennsylvania typischen Home Rule Municipalities handelt es sich um selbstverwaltete Gemeinden. Siedlungen ohne Selbstverwaltung sind Census - designated places und Unincorporated Communities.
City
- Chester

Boroughs
| - Aldan - Brookhaven - Chester Heights - Clifton Heights - Collingdale - Colwyn - Darby | - East Lansdowne - Eddystone - Folcroft - Glenolden - Lansdowne - Marcus Hook - Media | - Millbourne - Morton - Norwood - Parkside - Prospect Park - Ridley Park - Rose Valley | - Rutledge - Sharon Hill - Swarthmore - Trainer - Upland - Yeadon |

Home Rule Municipality und Townships
- Haverford Township
- Marple Township
- Springfield Township
- Thornbury Township
- Upper Darby Township 2

Census-designated places (CDP)
| - Ardmore 1 - Boothwyn - Broomall - Drexel Hill | - Folsom - Lima - Linwood - Tinicum Township 3 | - Upper Providence Township 3 - Village Green - Green Ridge - Woodlyn |

Unincorporated Communitys
| - Garrett Hill - Riddlewood - Rosemont 1 - Villanova 1 | - Wallingford - Wawa - Wayne 4 |